# ويسترلوند 1-26
ويسترلوند 1-26 (بالإنجليزية: Westerlund 1-26)‏ أو Wd 1-26 هو نجم عملاق أحمر ضخم أو عملاق فائق الكتلة يقع على مسافة 11500 سنة ضوئية من الأرض في كوكبة المجمرة داخل أطراف العنقود النجمي الفائق ويسترلوند 1. وهو أحد أكبر النجوم المعروفة المكتشفة حتى الآن عند نصف قطر بين 1,530–1,580 نصف قطر شمسي (1.06×109–1.10×109 كـم؛ 7.1–7.3 au) ، وهو حجم يعادل 3.6-4 مليار حجم الشمس. وفقا لبعض التقديرات نصف قطرة يقارب 2000 نصف قطر شمسي 2,000 نصف قطر شمسي (1.4×109 كـم؛ 9.3 au).

## الإكتشاف والتسمية
تم اكتشاف عنقود ويسترلوند 1 من قبل بينجت ويستيرلوند في عام 1961 خلال مسح بالأشعة تحت الحمراء في منطقة التفادي، ووصفة بأنه «عنقود محمر بدرجة كبيرة في المجمرة». لا يمكن تحديد الأنواع الطيفية للنجوم المكونة للعنقود في ذلك الوقت إلا ألمع نجم الذي اعتبر مبدئيا من النوع M.
وفي عام 1969، أجرى جان بورغمان وكورنيف وسلينجرلاند مسحا ضوئيا للعنقود وعين أحرف للنجوم التي قاسوها. ولقد منح هذا النجم، الذي تم تحديده كمصدر راديوي قوي، الحرف "A"  وهذا يؤدي إلى تسمية Westerlund-1 BKS A المستخدمة في سيمباد، على الرغم من أن الكنقود لم يكن يعرف باسم ويسترلوند 1 في ذلك الوقت. بل كان يشار إليها باسم Ara A، مع مصدر راديو قوي آخر في العنقود يدعى Ara C. وسطوعه في الطيف الراديوي يجعلة أحد «النجوم الراديوية» النادرة . وقدم بينجت ويستيرلوند عمليات رصد طيفية للعنقود عندما كان لا زال غير معروف باسمة الحالي ويسترلوند 1، نشرت عمل بينجت ويستيرلوند هذا في عام 1987 ورقم النجوم، ومنح النجم الرقم 26 والنوع الطيفي M2I .
في المصطلحات الحديثة الناشئة من عام 1998 عندما أشير إلى العنقود باسم ويسترلوند 1 (Wd1)، نشر بحث يصف Ara A بالنجم 26 وAra C بالنجم 9.